# Robert Maxwell, 2. Baronet
Sir Robert Maxwell, 2. Baronet († 24. Januar 1693), war ein schottischer Adliger und Politiker.

## Leben
Er gehörte dem Clan Maxwell an und war der älteste Sohn des Sir Robert Maxwell, 1. Baronet († 1681) aus dessen Ehe mit Anne Maclellan († 1650), Tochter des Robert Maclellan, 1. Lord Kirkcudbright.
Spätestens 1655 wurde er zum Knight Bachelor geschlagen. Von 1669 bis 1674 und von 1681 bis 1682 war er als Abgeordneter für Kirkcudbrightshire Mitglied des schottischen Parlaments. 1673 hatte er das Amt des Sheriffs des irischen County Down inne.
Beim Tod seines Vaters erbte er 1681 dessen Adelstitel als Baronet, of Orchardtoun in the County of Kirkcudbright. Zudem erbte er dessen Ländereien in Schottland und Irland, insbesondere Orchardton Tower in Kirkcudbrightshire, Ballycastle Castle im County Londonderry, sowie Waringstown und Killyleagh im County Down.
1683 war er Justice of the Peace für das County Londonderry und später auch für das County Down.

## Ehen und Nachkommen
In erster Ehe heiratete er Janet Gordon († vor 1668), Tochter des John Gordon, Gutsherr von Rusco in Kirkcudbrightshire. Mit ihr hatte er zwei Kinder:
- Sir George Maxwell, 3. Baronet († 1719) ⚭ 1716 Lady Mary Herbert, Tochter des William Herbert, 1. Marquess of Powis;
- Elizabeth Maxwell ⚭ James Butler of Stockton.

In zweiter Ehe heiratete er 1668 Lady Anne Carey († 1688), Witwe des James Hamilton, 1. Earl of Clanbrassil († 1659), Tochter des Henry Carey, 2. Earl of Monmouth, und in dritter Ehe seine Tante vierzehnten Grades Margaret Maxwell, jüngere Tochter und Coerbin des Henry Maxwell, Gutsherr von Mullatinny bei Killylea im County Armagh. Diese beiden Ehen blieben kinderlos. Seine dritte Gattin überlebte ihn und heiratete später Captain James Butler, Gutsherr von Bramblestown im County Kildare.